# Franc Ipavec
Franc Ipavec, slovenski zdravnik, * 11. avgust 1776 Gradac v Beli krajini, † 1858.
Rodil se je v družini vojaškega kirurga Jurija Ipavca, starši so mu zgodaj umrli in zanj sta skrbeli starejši sestri. Nato je odšel v Celje k bratu Matiji, brivcu in padarju, kjer je hodil v šolo in pomagal v brivnici. Po sedmih letih je opravil izpit iz zdravilstva in odšel v Gradec, kjer se je izpopolnjeval pri profesorju anatomije Salulu. Leta 1805 je začel zdravniško prakso v Šentjurju in se kasneje poročil z izobraženo Katarino Schweighofer. V zakonu se jima je rodilo enajst otrok, ki jih je mati že zgodaj uvajala v glasbo, saj je sama dobro igrala harfo in klavir. S potomci Franca in Katarine se začele vrstiti generacije glasbenikov in zdravnikov (glej Ipavci). Med njunimi sinovi so Alojz, Benjamin in Gustav Ipavec.